# Professional'naya basketbol'naya liga
La Professional'naja Basketbol'naja Liga (in russo Профессиональная баскетбольная лига?) è stata dal 1992 al 2013 la massima serie del campionato russo di pallacanestro maschile.

## Storia
Dopo il crollo dell'Unione Sovietica, nel 1992 ogni ex-Repubblica sovietica ha cominciato ad organizzare un campionato di pallacanestro. In Russia venne creata la Superliga A, torneo che fin dalla sua nascita ha visto l'incontrastato dominio del CSKA Mosca, con all'attivo ben 17 vittorie, interrotte nel 2001 e nel 2002 dall'Ural Great Perm', club poi scomparso nel 2008 per problemi finanziari.
Al termine dell'edizione 2009-2010 il campionato assunse la denominazione di Professional'naya basketbol'naya liga. La stagione 2012/13 ha assegnato il titolo senza ricorrere ai playoff, si sono giocate partite di andata e ritorno, e quelle che vedevano confrontarsi squadre appartenenti alla VTB United League sono state considerate valide per entrambe le competizioni.
Nella stagione 2012-2013 il campionato si fuse definitivamente nella VTB United League: da quel momento la prima classificata tra le squadre russe nella VTB League riceve automaticamente il titolo di Campione di Russia.

## Albo d'oro
- 1991-1992  CSKA Mosca
- 1992-1993  CSKA Mosca
- 1993-1994  CSKA Mosca
- 1994-1995  CSKA Mosca
- 1995-1996  CSKA Mosca
- 1996-1997  CSKA Mosca
- 1997-1998  CSKA Mosca
- 1998-1999  CSKA Mosca
- 1999-2000  CSKA Mosca
- 2000-2001  Ural Great Perm'
- 2001-2002  Ural Great Perm'
- 2002-2003  CSKA Mosca
- 2003-2004  CSKA Mosca
- 2004-2005  CSKA Mosca
- 2005-2006  CSKA Mosca
- 2006-2007  CSKA Mosca
- 2007-2008  CSKA Mosca
- 2008-2009  CSKA Mosca
- 2009-2010  CSKA Mosca
- 2010-2011  CSKA Mosca
- 2011-2012  CSKA Mosca
- 2012-2013  CSKA Mosca

## Vittorie per club
| Club             | Città | Titolo | Anno                 |
| ---------------- | ----- | ------ | -------------------- |
| CSKA Mosca       | Mosca | 20     | 1992–2000, 2003–2013 |
| Ural Great Perm' | Perm' | 2      | 2001, 2002           |